# Антонио Велосо
Антонио Аугусто да Силва Велосо (на португалски: António Augusto da Silva Veloso) е бивш португалски футболист, защитник, национален състезател, понастоящем треньор.
Дългогодишен състезател на елитния Бенфика, за който има изиграни 419 мача в кариерата си, а общо има 504 официални мача като състезател.
Играе за Португалия на Европейското първенство по футбол във Франция през 1984 година.